# فهرست نمایندگان دوره ششم مجلس خبرگان رهبری
فهرست نمایندگان مجلس خبرگان رهبری دوره ششم که طی انتخابات مجلس خبرگان رهبری (۱۴۰۲) که در ۱۱ اسفند ۱۴۰۲ برگزار شد انتخاب شدند. برای این دوره ۸۸ نماینده در نظر گرفته شده بود.

## نمایندگان
|    | استان               | نام                                    | سابقه نمایندگی | م      |
| -- | ------------------- | -------------------------------------- | -------------- | ------ |
| ۱  | آذربایجان شرقی      | سید محمدعلی آل هاشم(۱۴۰۳–۱۳۴۱)         | نه             | [ ۲ ]  |
| ۲  | آذربایجان شرقی      | علی ملکوتی(زاده ۱۳۲۷)                  | آری            | [ ۲ ]  |
| ۳  | آذربایجان شرقی      | محمدتقی پورمحمدی(زاده ۱۳۳۵)            | آری            | [ ۲ ]  |
| ۴  | آذربایجان شرقی      | جواد حاجی‌زاده(زاده ۱۳۳۷)               | نه             | [ ۲ ]  |
| ۵  | آذربایجان شرقی      | سید باقر سیدی بنابی(زاده ۱۳۴۶)         | نه             | [ ۲ ]  |
| ۶  | آذربایجان غربی      | سید علی‌اکبر قریشی(زاده ۱۳۰۷)           | آری            | [ ۳ ]  |
| ۷  | آذربایجان غربی      | محمدحسین بیاتی(زاده ۱۳۶۱)              | نه             | [ ۳ ]  |
| ۸  | آذربایجان غربی      | عسگر دیرباز(زاده ۱۳۳۸)                 | آری            | [ ۳ ]  |
| ۹  | اردبیل              | سید حسن عاملی(زاده ۱۳۴۱)               | آری            | [ ۴ ]  |
| ۱۰ | اردبیل              | یدالله صفری(زاده ۱۳۴۶)                 | نه             | [ ۴ ]  |
| ۱۱ | اصفهان              | سید ابوالحسن مهدوی(زاده ۱۳۴۱)          | آری            | [ ۵ ]  |
| ۱۲ | اصفهان              | سید سعید حسینی(زاده ۱۳۵۰)              | نه             | [ ۵ ]  |
| ۱۳ | اصفهان              | سید یوسف طباطبایی‌نژاد(زاده ۱۳۲۳)       | آری            | [ ۵ ]  |
| ۱۴ | اصفهان              | مرتضی مقتدایی(زاده ۱۳۱۴)               | آری            | [ ۵ ]  |
| ۱۵ | اصفهان              | مصطفی حسناتی(زاده ۱۳۳۶)                | نه             | [ ۵ ]  |
| ۱۶ | البرز               | حسین ردایی(زاده ۱۳۴۶)                  | نه             | [ ۶ ]  |
| ۱۷ | البرز               | محمدرضا فلاح تفتی(زاده ۱۳۵۹)           | نه             | [ ۶ ]  |
| ۱۸ | ایلام               | وعد مرادبیگی(زاده ۱۳۴۵)                | نه             | [ ۷ ]  |
| ۱۹ | بوشهر               | سید هاشم حسینی بوشهری(زاده ۱۳۳۵)       | آری            | [ ۸ ]  |
| ۲۰ | تهران               | علیرضا اعرافی(زاده ۱۳۳۸)               | آری            | [ ۹ ]  |
| ۲۱ | تهران               | محسن قمی(زاده ۱۳۳۹)                    | آری            | [ ۹ ]  |
| ۲۲ | تهران               | حسینعلی سعدی(زاده ۱۳۵۴)                | آری            | [ ۹ ]  |
| ۲۳ | تهران               | محمدعلی موحدی کرمانی(زاده ۱۳۱۰)        | آری            | [ ۹ ]  |
| ۲۴ | تهران               | محمود رجبی(زاده ۱۳۳۰)                  | نه             | [ ۹ ]  |
| ۲۵ | تهران               | غلامعلی نعیم‌آبادی(۱۴۰۴–۱۳۲۳)           | آری            | [ ۹ ]  |
| ۲۶ | تهران               | قربانعلی دری نجف‌آبادی(زاده ۱۳۲۴)       | آری            | [ ۹ ]  |
| ۲۷ | تهران               | سید محمدعلی موسوی جزایری(زاده ۱۳۲۲)    | آری            | [ ۹ ]  |
| ۲۸ | تهران               | غلامعلی صفایی بوشهری(زاده ۱۳۳۸)        | نه             | [ ۹ ]  |
| ۲۹ | تهران               | علی مؤمن(زاده ۱۳۳۸)                    | آری            | [ ۹ ]  |
| ۳۰ | تهران               | محمود محمدی عراقی(زاده ۱۳۳۱)           | آری            | [ ۹ ]  |
| ۳۱ | تهران               | غلامرضا مصباحی‌مقدم(زاده ۱۳۳۰)          | آری            | [ ۹ ]  |
| ۳۲ | تهران               | عبدالجواد ابراهیمی‌فر(زاده ۱۳۴۱)        | نه             | [ ۹ ]  |
| ۳۳ | تهران               | احمد دانش‌زاده مؤمن (زاده ۱۳۴۸)         | آری            | [ ۹ ]  |
| ۳۴ | تهران               | سعید صلح میرزایی(زاده ۱۳۵۸)            | نه             | [ ۹ ]  |
| ۳۵ | تهران               | محمدرضا ناصری(زاده ۱۳۲۳)               | نه             | [ ۹ ]  |
| ۳۶ | چهارمحال و بختیاری  | عبدالله کیوانی هفشجانی(زاده ۱۳۴۴)      | نه             | [ ۱۰ ] |
| ۳۷ | خراسان جنوبی        | سید ابراهیم رئیسی(۱۴۰۳–۱۳۳۹)           | آری            | [ ۱۱ ] |
| ۳۸ | خراسان رضوی         | سید احمد حسینی خراسانی(زاده ۱۳۳۸)      | آری            | [ ۱۲ ] |
| ۳۹ | خراسان رضوی         | سید مجتبی حسینی(زاده ۱۳۳۳)             | آری            | [ ۱۲ ] |
| ۴۰ | خراسان رضوی         | سید احمد علم‌الهدی(زاده ۱۳۲۳)           | آری            | [ ۱۲ ] |
| ۴۱ | خراسان رضوی         | حسن عالمی(زاده ۱۳۲۶)                   | آری            | [ ۱۲ ] |
| ۴۲ | خراسان رضوی         | سید محمدرضا مدرسی یزدی(زاده ۱۳۳۴)      | آری            | [ ۱۲ ] |
| ۴۳ | خراسان رضوی         | غلامرضا مغیسه(زاده ۱۳۳۷)               | نه             | [ ۱۲ ] |
| ۴۴ | خراسان شمالی        | غلامرضا فیاضی(زاده ۱۳۲۷)               | آری            | [ ۱۳ ] |
| ۴۵ | خوزستان             | عباس کعبی(زاده ۱۳۴۱)                   | آری            | [ ۱۴ ] |
| ۴۶ | خوزستان             | محسن حیدری(زاده ۱۳۳۶)                  | آری            | [ ۱۴ ] |
| ۴۷ | خوزستان             | سید علی شفیعی(زاده ۱۳۱۹)               | آری            | [ ۱۴ ] |
| ۴۸ | خوزستان             | امیررضا هدایی(زاده ۱۳۵۵)               | نه             | [ ۱۴ ] |
| ۴۹ | خوزستان             | سید ابوالحسن حسن‌زاده(زاده ۱۳۴۲)        | نه             | [ ۱۴ ] |
| ۵۰ | خوزستان             | حسین رفیعی(زاده ۱۳۵۶)                  | نه             | [ ۱۴ ] |
| ۵۱ | زنجان               | جواد جعفری(زاده ۱۳۵۰)                  | نه             | [ ۱۵ ] |
| ۵۲ | سمنان               | سید محمدمهدی میرباقری(زاده ۱۳۴۰)       | آری            | [ ۱۶ ] |
| ۵۳ | سیستان و بلوچستان   | علی‌احمد سلامی(زاده ۱۳۲۵)               | آری            | [ ۱۷ ] |
| ۵۴ | سیستان و بلوچستان   | عبدالرحمان عارفی(زاده ۱۳۳۴)            | نه             | [ ۱۷ ] |
| ۵۵ | فارس                | لطف‌الله دژکام(زاده ۱۳۴۱)               | آری            | [ ۱۸ ] |
| ۵۶ | فارس                | احمد بهشتی(زاده ۱۳۱۴)                  | آری            | [ ۱۸ ] |
| ۵۷ | فارس                | علی‌اکبر کلانتری(زاده ۱۳۴۱)             | آری            | [ ۱۸ ] |
| ۵۸ | فارس                | سید محمد علی مدرسی طباطبایی(زاده ۱۳۳۶) | نه             | [ ۱۸ ] |
| ۵۹ | فارس                | سید علیرضا دانا(زاده ۱۳۴۸)             | نه             | [ ۱۸ ] |
| ۶۰ | قزوین               | علی اسلامی(زاده ۱۳۲۶)                  | آری            | [ ۱۹ ] |
| ۶۱ | قزوین               | حسین مظفری(زاده ۱۳۴۸)                  | نه             | [ ۱۹ ] |
| ۶۲ | قم                  | سید محمد سعیدی(زاده ۱۳۳۰)              | آری            | [ ۲۰ ] |
| ۶۳ | کردستان             | فائق رستمی(زاده ۱۳۲۷)                  | آری            | [ ۲۱ ] |
| ۶۴ | کردستان             | اقبال بهمنی(زاده ۱۳۵۲)                 | نه             | [ ۲۱ ] |
| ۶۵ | کرمان               | سید احمد خاتمی(زاده ۱۳۳۹)              | آری            | [ ۲۲ ] |
| ۶۶ | کرمان               | احمد شیخ بهائی(زاده ۱۳۳۹)              | نه             | [ ۲۲ ] |
| ۶۷ | کرمان               | امان‌الله علیمرادی(زاده ۱۳۴۲)           | آری            | [ ۲۲ ] |
| ۶۸ | کرمانشاه            | مصطفی علماء(زاده ۱۳۲۲)                 | نه             | [ ۲۳ ] |
| ۶۹ | کرمانشاه            | امان نریمانی(زاده ۱۳۳۴)                | آری            | [ ۲۳ ] |
| ۷۰ | کهگیلویه و بویراحمد | سید شرف‌الدین ملک‌حسینی(زاده ۱۳۴۱)       | آری            | [ ۲۴ ] |
| ۷۱ | گلستان              | کمال آخوند غراوی(زاده ۱۳۳۷)            | نه             | [ ۲۵ ] |
| ۷۲ | گلستان              | سید محسن طاهری(زاده ۱۳۵۰)              | نه             | [ ۲۵ ] |
| ۷۳ | گیلان               | رسول فلاحتی(زاده ۱۳۴۲)                 | نه             | [ ۲۶ ] |
| ۷۴ | گیلان               | رضا رمضانی گیلانی(زاده ۱۳۴۲)           | آری            | [ ۲۶ ] |
| ۷۵ | گیلان               | سید علی حسینی اشکوری (زاده ۱۳۳۷)       | آری            | [ ۲۶ ] |
| ۷۶ | گیلان               | علی کاظمی گیلانی(زاده ۱۳۴۶)            | نه             | [ ۲۶ ] |
| ۷۷ | لرستان              | هاشم نیازی(زاده ۱۳۲۵)                  | آری            | [ ۲۷ ] |
| ۷۸ | لرستان              | احمد مبلغی(زاده ۱۳۳۸)                  | آری            | [ ۲۷ ] |
| ۷۹ | مازندران            | محمدباقر محمدی لائینی(زاده ۱۳۳۲)       | نه             | [ ۲۸ ] |
| ۸۰ | مازندران            | علی معلمی(زاده ۱۳۲۲)                   | آری            | [ ۲۸ ] |
| ۸۱ | مازندران            | سید رحیم توکل(زاده ۱۳۳۱)               | آری            | [ ۲۸ ] |
| ۸۲ | مازندران            | سید صادق پیشنمازی(زاده ۱۳۴۱)           | آری            | [ ۲۸ ] |
| ۸۳ | مرکزی               | محسن اراکی(زاده ۱۳۳۴)                  | آری            | [ ۲۹ ] |
| ۸۴ | مرکزی               | علی عباسی(زاده ۱۳۴۲)                   | نه             | [ ۲۹ ] |
| ۸۵ | هرمزگان             | محسن ابراهیمی(زاده ۱۳۴۷)               | نه             | [ ۳۰ ] |
| ۸۶ | همدان               | حبیب‌الله شعبانی موثقی(زاده ۱۳۵۶)       | نه             | [ ۳۱ ] |
| ۸۷ | همدان               | سید مصطفی موسوی فراز(زاده ۱۳۲۵)        | آری            | [ ۳۱ ] |
| ۸۸ | یزد                 | ابوالقاسم وافی یزدی(زاده ۱۳۱۴)         | آری            | [ ۳۲ ] |

#### تعداد نمایندگان بر حسب دهه تولد
| دهه تولد | تعداد | درصد  |
| -------- | ----- | ----- |
| دهه ۱۳۰۰ | ۱     | ۱٫۱۳٪ |
| دهه ۱۳۱۰ | ۵     | ۵٫۶٪  |
| دهه ۱۳۲۰ | ۱۶    | ۱۸٫۱٪ |
| دهه ۱۳۳۰ | ۳۰    | ۳۴٪   |
| دهه ۱۳۴۰ | ۲۵    | ۲۸٫۴٪ |
| دهه ۱۳۵۰ | ۱۰    | ۱۱٫۳٪ |
| دهه ۱۳۶۰ | ۱     | ۱٫۱۳٪ |

## جایگزین‌های میان‌دوره
اولین انتخابات میان‌دوره‌ای ششمین دوره مجلس خبرگان رهبری همزمان با انتخابات شورای اسلامی شهر و روستا ۱۴۰۵ برگزار می‌شود.
|   | استان          | نماینده پیشین                          | جایگزین | م |
| - | -------------- | -------------------------------------- | ------- | - |
| ۱ | آذربایجان شرقی | سید محمدعلی آل‌هاشم پیش از تحلیف درگذشت |         |   |
| ۲ | خراسان جنوبی   | سید ابراهیم رئیسی پیش از تحلیف درگذشت  |         |   |
| ۳ | تهران          | غلامعلی نعیم‌آبادی (۱۴۰۴)               |         |   |